# Whole
Whole er en animationsfilm instrueret af William Reynish efter manuskript af Carina Kamper og William Reynish.

## Handling
Mira har kærestesorger og føler sig hul indeni. Veninden Ingeborg forsøger forgæves at fylde Miras hul op med vodka og nye mænd, men det er først da Mira møder shamanen Uhlrik at en mere holistisk løsning opstår: Mira skal finde sit indre kraftdyr. Men efter at Uhlrik har trommet hende i trance, møder hun slet ikke det hun havde forventet ..